# The Spark (cançó de Kabin Crew i Lisdoonvarna Crew)
«The Spark» és una cançó dels grups infantils irlandesos Kabin Crew i Lisdoonvarna Crew. Creada originalment pel Cruinniú na nÓg, la cançó es va fer viral en línia i, més tard, es va publicar de forma oficial el 13 de juny de 2024.
Garry McCarthy va produir la cançó i el ritme es va fer amb una base de drum and bass produïda per PapaPedro. Poc després de la seva publicació, la cançó havia acumulat més de 10 milions de visualitzacions a diverses plataformes com Twitter i TikTok. La cançó va ser descrita, fins i tot pel periòdic Irish Independent, com a la "cançó de l'estiu".
Segons les estadístiques de la Federació Internacional de la Indústria Fonogràfica, el 2024 a Txèquia la cançó va obtenir la 63a posició de la classificació dels 100 millors senzills del moment.